# Southwestern Association of Naturalists
La Southwestern Association of Naturalists fue fundada en mayo de 1953 para promover el estudio de campo de plantas y animales (vivos y fósiles) en el suroeste de los Estados Unidos, México y Centroamérica y para ayudar en las actividades científicas de sus miembros. La asociación tiene una reunión anual y publica la revista científica The Southwestern Naturalist. La membresía está abierta a todas las personas interesadas en la historia natural.